# Municipio de Pine Grove (Míchigan)
El municipio de Pine Grove (en inglés: Pine Grove Township) es un municipio ubicado en el condado de Van Buren en el estado estadounidense de Míchigan. En el año 2010 tenía una población de 2949 habitantes y una densidad poblacional de 32,46 personas por km².

## Geografía
El municipio de Pine Grove se encuentra ubicado en las coordenadas 42°22′44″N 85°48′57″O / 42.37889, -85.81583. Según la Oficina del Censo de los Estados Unidos, el municipio tiene una superficie total de 90.86 km², de la cual 89,22 km² corresponden a tierra firme y (1,8 %) 1,63 km² es agua.

## Demografía
Según el censo de 2010, había 2949 personas residiendo en el municipio de Pine Grove. La densidad de población era de 32,46 hab./km². De los 2949 habitantes, el municipio de Pine Grove estaba compuesto por el 96,51 % blancos, el 0,88 % eran afroamericanos, el 0,51 % eran amerindios, el 0,03 % eran asiáticos, el 0,27 % eran de otras razas y el 1,8 % eran de una mezcla de razas. Del total de la población el 1,63 % eran hispanos o latinos de cualquier raza.